# Sandrine Follère
Sandrine Follère, née en 1969, est une peintre et sculptrice française, commissaire d'exposition, art-thérapeute et professeure d'arts plastiques.

## Biographie
Sandrine Follère est titulaire d'un CAP de sculpteur ornemaniste sur bois qu'elle obtient à l'âge de 19 ans à Brech en Bretagne. À 20 ans elle s'installe à Paris pour apprendre le travail de la terre et le dessin d’après modèle vivant en suivant les cours du soir de l'École Boulle. Elle devient membre de la Fondation Taylor et est affiliée à la Maison des Artistes.
En 1988, elle fait la rencontre du sculpteur Jacques Gestalder, issu de l’école de la sculpture figurative et ancien élève de Raoul Lamourdedieu et Robert Wlérick, et elle devient son élève à son atelier de Boulogne-Billancourt. Entre 1990 à 1995, Jacques Gestalder va lui transmettre un savoir séculaire fondé sur l’observation de la nature, la construction des formes et des volumes, la rigueur des lignes sensibles, dans la tradition de ses propres maîtres influencés par leurs contemporains Auguste Rodin, Antoine Bourdelle et Aristide Maillol.
En 1992, elle travaille comme intermittente du spectacle à l'Opéra de Paris en réalisant des décors, notamment pour l'adaptation des Contes d'Hoffmann dans une mise en scène de Roman Polanski. De 1993 à 1995, elle suit en parallèle les cours de modelage d'après modèle vivant aux Ateliers Beaux-Arts de la Ville de Paris, notamment avec la sculptrice Lisbeth Delisle et le professeur-mouleur Robert Noguès. En 1996, elle crée son propre atelier dans l'ancien hôtel d'Hozier, rue Vieille-du-Temple à Paris et affirme sa sensibilité tant pour la sculpture d’après modèle vivant que pour les compositions abstraites, tout en donnant des cours particuliers de sculpture et de dessin. Son travail s'inspire alors beaucoup de ses voyages en Afrique et en Asie, de l'observation des natures qu'elles soient humaines, végétales ou minérales. Son ancien maître Jacques Gestalder dira : « Il faut regarder la sculpture de Sandrine Follère parce qu’elle dit la vérité. Qu’est-ce que la vérité ? C’est la vie et rien d’autre que la vie, qui passe et se transforme, soit par la sensibilité, la passion d’être, le goût de vivre. ».
En 2005, elle s'installe rue du Collège de Foix dans le centre historique de Toulouse et crée l'Atelier d'Expression Plastique et de Création où elle donne des cours de sculpture, de peinture et de dessin. Elle complète alors sa formation par un certificat d'art thérapeute obtenu à Arles, un diplôme universitaire de psychothérapie et art-thérapie obtenu à l'Université Paul Sabatier et donne de nombreuses conférences.
En 2009, elle lance le projet Les Gens, une série de 365 portraits de personnes volontaires, jamais rencontrées auparavant, qui viennent chacune poser deux heures dans son atelier toulousain,. Elle poursuivra l'expérience avec Wanted : avec ou cent, une série de 100 portraits de Toulousains célibataires, un projet auquel s'associera la sociologue Erwane Monthubert qui étudie la signification du célibat au XXIe siècle.
Depuis 2010, elle contribue à la formation Arts et Culture de Supaero.

## Expositions

### Expositions collectives
- Salon Comparaisons, Grand Palais et Musée du quai Branly (Paris).
- Salon d’Automne, Grand Palais (Paris).
- Salon de la Société Nationale des Beaux-Arts, Grand Palais et Carrousel du Louvre (Paris).
- Salon Violet (Paris).
- Galerie Maig Davaud (5e arr. de Paris).
- 1994 : Manifestation « Mont de Marsan Sculptures » (la Sculpture figurative de 1945 à nos jours, Musée Despiau-Wlérick)
- Galerie A Part (3e arr. de Paris).
- Galerie Claire de Villaret (5e arr. de Paris).
- Galerie Herouet (3e arr. de Paris).
- 2000 : Salon International d’Art contemporain de Pékin (Chine)[6].

### Expositions personnelles
- 2010 : Exposition de portraits de la série Des gens au centre de congrès Pierre Baudis à Toulouse lors du Festival des savoirs partagés Le Novela, avec une série d'interventions de personnalités ayant posé pour l'artiste[10].
- 2015 : Diaporama de dessins, vidéos et performances dans le cadre de la nouvelle création d’Anne Lefèvre Je dirai qu’il est trop tard quand je serai morte, au Théâtre le Vent des Signes à Toulouse[11].
- 2015 : Exposition Contrastes au Centre Culturel des Mazades à Toulouse.
- Bibliothèque de l'Ordre des Avocats au Tribunal de Grande Instance de Toulouse.
- 2005: Fondation Taylor (9e arr. de Paris).
- Galerie À Part (3e arr. de Paris).
- Galerie Claire de Villaret (5e arr. de Paris).
- 1995: Centre Charles Péguy (Orléans).

## Prix
- 1994 : Médaille de bronze, section Beaux-Arts, de l’Académie internationale de Lutèce[12]
- 1995 : Médaille d’argent avec Mention, de l’Académie internationale de Lutèce[12]
- 1995 : Médaille du Ministère de la jeunesse et des sports pour un sculpteur de moins de 30 ans[6]

## Galerie
|                                                             |
| Marcelle - L'Intimité (1995), Tirage Résine (H34x24x20 cm). |

|                                                     |
| Maho (1998), Plâtre original patiné (H49x29x19 cm). |

|                                                 |
| Yanti (1998), Plâtre original - (H31x21x24 cm). |

|                                                       |
| Prière balinaise (1998), Tirage Bronze (H20x6x10 cm). |

|                                                 |
| Prière javanaise (1998), plâtre (H56x40x40 cm). |

|                                                              |
| La Falaise (2000), Tirage bronze numéroté 2/8 (H15x26x10cm). |

|                                                                                  |
| Corps Don (2015) - série Les Lignes - Terre patinée et fil rouge (H10x16x10 cm). |

|                                                                                   |
| Articulations (2017) - série Les Âmes - Stylo et gouache sur papier (21x39,5 cm). |